# St.-Nikolaus-Kathedrale (Kuopio)

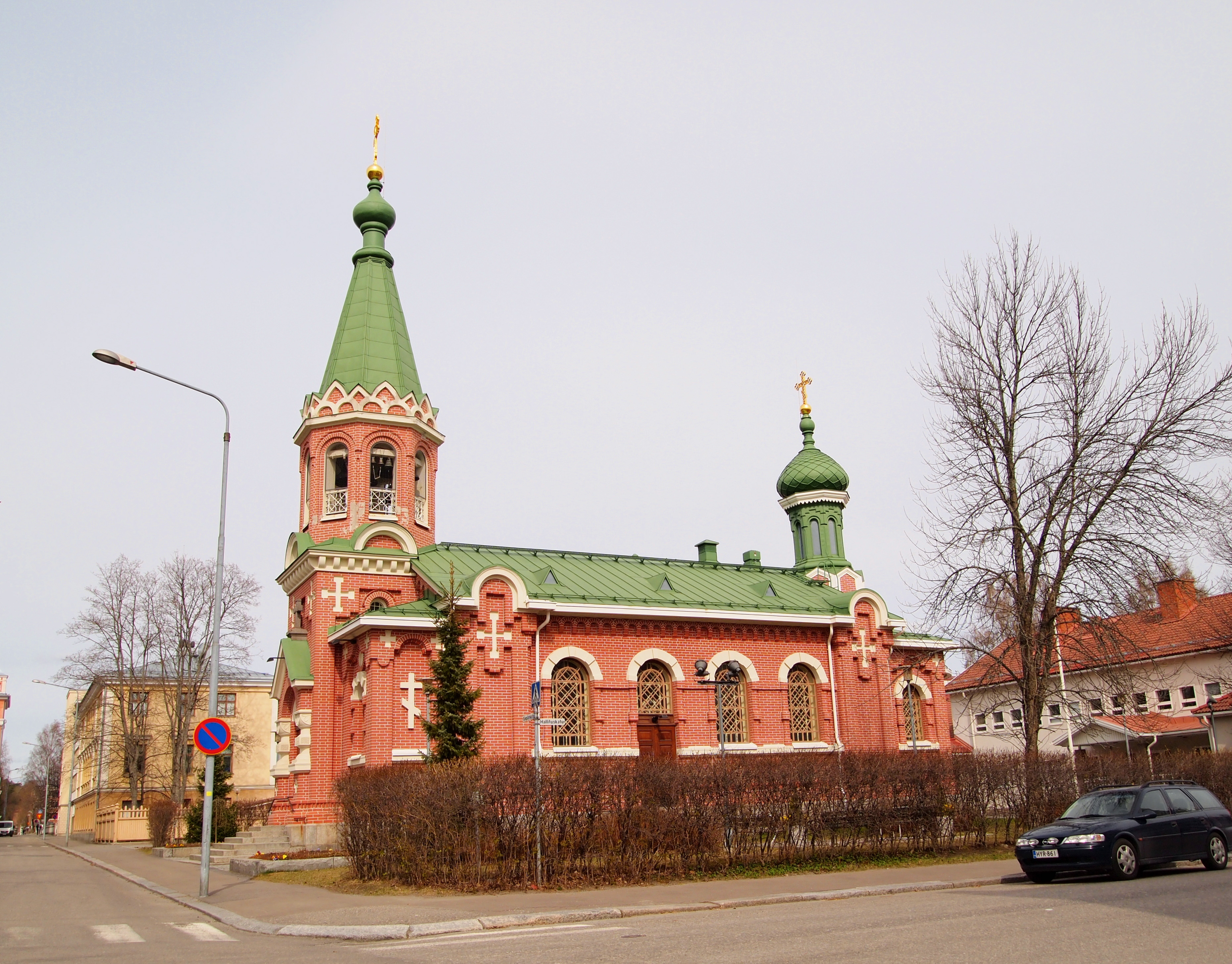
Außenansicht

Die Kathedrale St. Nikolaus (finnisch: Pyhän Nikolaoksen katedraali) ist die Bischofskirche des Bistums Kuopio der Orthodoxen Kirche Finnlands im finnischen Kuopio.
Die Kirche wurde 1902/03 von Alexander Isakson aus Wyborg an Stelle einer 1868 gebauten Holzkirche errichtet.
Die von Generalgouverneur Nikolai Iwanowitsch Bobrikow gespendete Ikonostase wurde im St. Petersburger Alexander-Newski-Kloster hergestellt. Die Orgel mit 52 Registern wurde 1956 von der Bruno Christensen & Sønner Orgelbyggeri  erbaut und 2015 überholt. In der Kirche befinden sich acht Glocken sowie sechs Uhren. 1954 und 1965 wurde die Kirche, 2004 der Innenraum und die Ikonostase restauriert.